# واحة أم لعلاج

واحة أم لعلاج

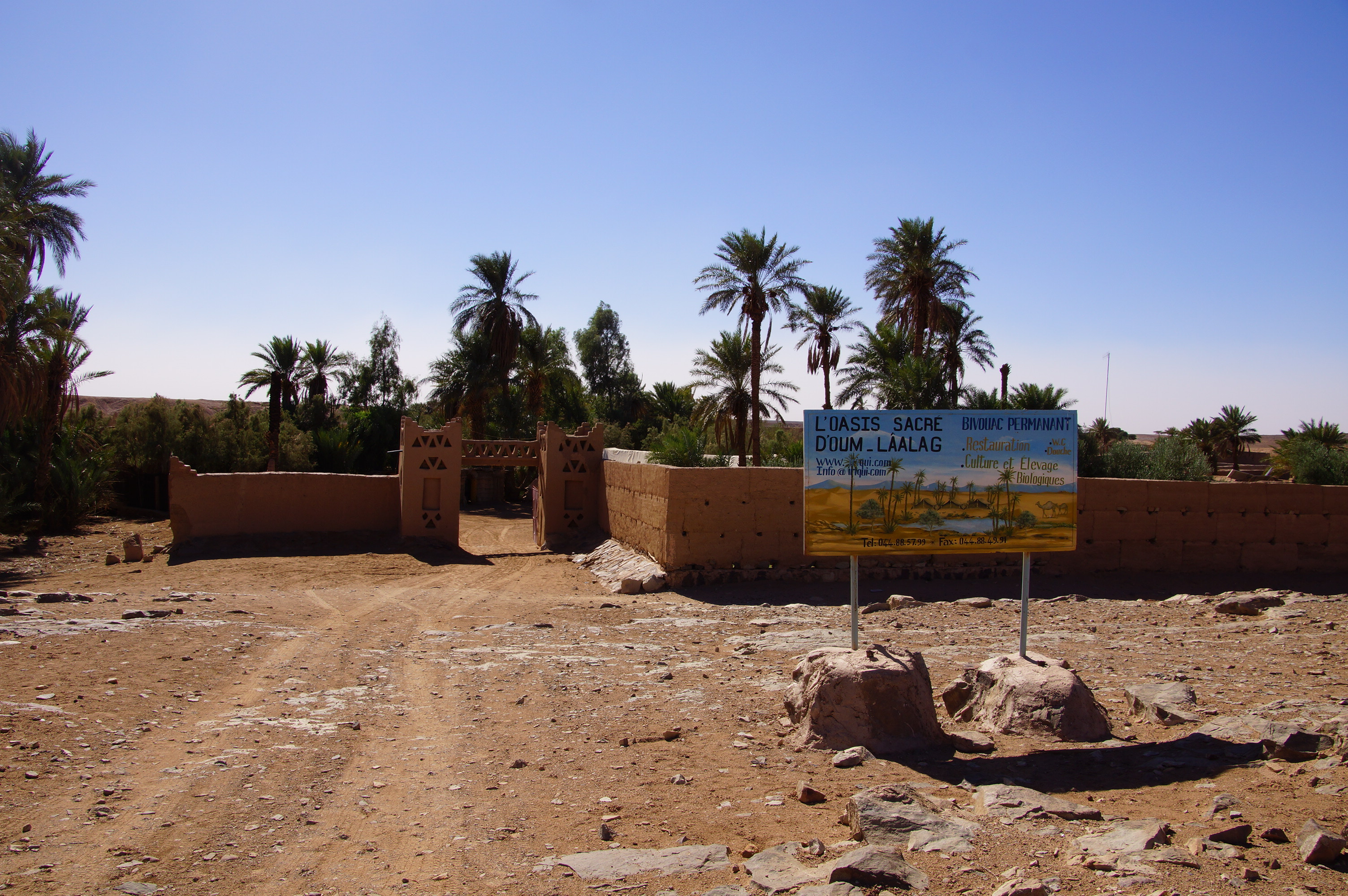
واحة أم لعلاج

أم لعلاج هي واحة تقع على بعد 50 كيلومترًا جنوب غرب محاميد الغزلان في المغرب على طريق التجارة القديم إلى تمبكتو على بعد بضعة كيلومترات فقط من الحدود الجزائرية.
تبلغ مساحة الواحة حوالي 15 هكتارًا ويفترض البدو أنها مقدسة. وفقًا للمعتقدات المحلية، تعيش الجنية في مصدرها. يوجد بها موقاع تخيم مؤقتة، وحيث من خلالها تقدم سياحة مستدامة بيئيًا. يمكن الوصول إلى كثبان العرق الشقاق العالية بواسطة الجمال أو سيارات الدفع الرباعي.
الواحة هي جزء من المتنزه الوطني إيريكي التي تبلغ مساحتها 123000 هكتار ، المنشئ في عام 1994. تعيش بالقرب منها الحبارى والنعام والأغنام البربرية وغزال الدروكاس والمها والضباع.

## وصلات خارجية

### شريط فيديو
مونيكا والدبورجر وإلين كيرشباومر: الصحراء: واحة أم لعلاج المقدسة، قناة SF في يوم 26 نوفمبر 2010، الساعة 9:00 مساءً بتوقيت سويسرا وألمانيا